# Овамболенд
Овамболенд се нарича бивш бантустан в Югозападна Африка (днешна Намибия), създаден през 1964 г. от проапартейдското правителство с цел управлението на местните жители от племената овамбо. През 1973 г. на бантустана е предоставено право на самоуправление.
Населението на бантустана наброява около 239 000 души. Административен център е град Ондангва.

Овамболенд, подобно на останалите девет бантустана в Югозападна Африка, е закрит през май 1989 г. успоредно с обявяване на независимостта на Намбия.